# 原千秋
原 千秋（はら ちあき、1964年9月19日 - ）は日本の経済学者。専門はミクロ経済学。京都大学経済研究所教授、ハーバード大学経済学博士。

## 人物
1987年一橋大学経済学部卒業。一橋大学大学院経済学研究科修士課程修了。指導教官は山崎昭。1993年ハーバード大学大学院修了、経済学博士 (Ph.D.)。指導教員はアンドリュー・マスコレル、エリック・マスキン、ジェリー・グリーン。
ユニヴァーシティ・カレッジ・ロンドン専任講師、ケンブリッジ大学専任講師兼フェロー兼一橋大学助教授等を経て、2007年から京都大学経済研究所教授。
ミクロ経済学が専門で、市場均衡、ゲーム理論、厚生経済学などの研究を行う。

## 略歴
- 1987年3月 - 一橋大学経済学部卒業
- 1989年3月 - 一橋大学大学院経済学研究科修士課程修了
- 1993年9月 - ハーバード大学経済学部大学院博士課程修了
- 1993年10月 - ユニヴァーシティ・カレッジ・ロンドン経済学部専任講師
- 1993年11月 - ハーバード大学経済学博士 (Ph.D)
- 1994年10月 - ルーヴァン・カトリック大学管理工学・計量経済学研究所 (CORE) 研究員
- 1995年10月 - ケンブリッジ大学経済政治学部専任講師 (lecturer)・チャーチル・カレッジ講師兼フェロー（2004年3月まで）
- 1998年10月 - 神戸大学経済経営研究所助教授 兼務（1999年9月まで）
- 2002年10月 - 一橋大学経済研究所助教授 兼務（2003年9月まで）
- 2004年4月 - 京都大学経済研究所助教授（経済制度研究部門）
- 2004年7月 - ケンブリッジ大学修了
- 2007年4月 - 京都大学経済研究所教授（経済制度研究部門）[2][3]

## 著書
- "Solution Manual to Mas-Colell, Whinston, and Green's ‘Microeconomic Theory"（共著）オックスフォード大学出版局、1997年